# Montséret
Montséret település Franciaországban, Aude megyében. Lakosainak száma 620 fő (2022. január 1.). Montséret Boutenac, Saint-André-de-Roquelongue és Thézan-des-Corbières községekkel határos.

## Népesség
A település népessége az elmúlt években az alábbi módon változott:
| Lakosok száma | 360  | 306  | 347  | 465  | 546  | 561  | 594  | 614  | 621  | 620  |
|               | 1968 | 1982 | 1990 | 2006 | 2013 | 2015 | 2017 | 2019 | 2020 | 2022 |